# Kabinett de Villepin
Das Kabinett de Villepin unter Leitung von Premierminister Dominique de Villepin wurde am 31. Mai 2005 von Präsident Jacques Chirac ernannt. Die Regierung befand sich bis zum 17. Mai 2007 im Amt.

## Kabinett
Dem Kabinett gehörten folgende Minister an:
| Amt                                                                             | Name                       | Beginn der Amtszeit | Ende der Amtszeit |
| ------------------------------------------------------------------------------- | -------------------------- | ------------------- | ----------------- |
| Premierminister                                                                 | Dominique de Villepin      | 31. Mai 2005        | 17. Mai 2007      |
| Außenminister                                                                   | Philippe Douste-Blazy      | 31. Mai 2005        | 17. Mai 2007      |
| Verteidigungsministerin                                                         | Michèle Alliot-Marie       | 31. Mai 2005        | 17. Mai 2007      |
| Innenminister                                                                   | Nicolas Sarkozy            | 31. Mai 2005        | 26. März 2007     |
| Minister für Wirtschaft und Finanzen                                            | Thierry Breton             | 31. Mai 2005        | 17. Mai 2007      |
| Industrieminister                                                               | Thierry Breton             | 31. Mai 2005        | 17. Mai 2007      |
| Minister für Beschäftigung                                                      | Jean-Louis Borloo          | 31. Mai 2005        | 17. Mai 2007      |
| Justizminister                                                                  | Pascal Clément             | 31. Mai 2005        | 17. Mai 2007      |
| Minister für nationale Bildung                                                  | Gilles de Robien           | 31. Mai 2005        | 17. Mai 2007      |
| Kulturminister                                                                  | Renaud Donnedieu de Vabres | 31. Mai 2005        | 17. Mai 2007      |
| Minister für Landwirtschaft und Fischerei                                       | Dominique Bussereau        | 31. Mai 2005        | 17. Mai 2007      |
| Ministerin für Umwelt und nachhaltige Entwicklung                               | Nelly Olin                 | 31. Mai 2005        | 17. Mai 2007      |
| Minister für Jugend, Sport und gemeinschaftliches Leben                         | Jean-François Lamour       | 31. Mai 2005        | 17. Mai 2007      |
| Überseeminister                                                                 | François Baroin            | 31. Mai 2005        | 26. März 2007     |
| Minister für Ausrüstung                                                         | Dominique Perben           | 31. Mai 2005        | 17. Mai 2007      |
| Verkehrsminister                                                                | Dominique Perben           | 31. Mai 2005        | 17. Mai 2007      |
| Minister für Gesundheit und Solidarität                                         | Xavier Bertrand            | 31. Mai 2005        | 26. März 2007     |
| Wohnungsbauminister                                                             | Jean-Louis Borloo          | 31. Mai 2005        | 17. Mai 2007      |
| Tourismusminister                                                               | Dominique Perben           | 31. Mai 2005        | 17. Mai 2007      |
| Kommunikationsminister                                                          | Renaud Donnedieu de Vabres | 31. Mai 2005        | 17. Mai 2007      |
| Minister für den öffentlichen Dienst                                            | Christian Jacob            | 31. Mai 2005        | 17. Mai 2007      |
| Minister für Regionalplanung                                                    | Nicolas Sarkozy            | 31. Mai 2005        | 17. Mai 2007      |
| Minister für kleine und mittlere Unternehmen, Handel, Handwerk und freie Berufe | Renaud Dutreil             | 31. Mai 2005        | 17. Mai 2007      |
| Minister für Hochschulbildung und Forschung                                     | Gilles de Robien           | 31. Mai 2005        | 17. Mai 2007      |
| Minister für soziale Kohäsion                                                   | Jean-Louis Borloo          | 31. Mai 2005        | 17. Mai 2007      |
| Minister für Meeresfragen                                                       | Dominique Perben           | 31. Mai 2005        | 17. Mai 2007      |

## Kabinettsumbildungen
- Am 26. März 2007 wurde François Baroin als Nachfolger von Nicolas Sarkozy neuer Innenminister sowie Minister für Regionalplanung und bekleidete diese Posten bis zum 17. Mai 2007. Außerdem wurde Hervé Mariton als Nachfolger von François Baroin neuer Überseeminister und übte dieses Amt bis zum 17. Mai 2007 aus. Weiterhin wurde Philippe Bas Nachfolger von Xavier Bertrand als Minister für Gesundheit und Solidarität und bekleidete diesen Posten bis zum 17. Mai 2007.